# Antipathes lenta
Antipathes lenta är en korallart som beskrevs av Pourtalès 1871. Antipathes lenta ingår i släktet Antipathes och familjen Antipathidae. Inga underarter finns listade i Catalogue of Life.